# Fjodor Semjonowitsch Argunow
Fjodor Semjonowitsch Argunow (russisch Фёдор Семёнович Аргуно́в; * 1732; † 1768) war ein russischer Architekt.

## Leben
Argunow, Vetter des Malers Iwan Argunow, war Leibeigener des Grafen Pjotr Scheremetew und nach dessen Tod des Sohns und Erben Graf Nikolai Scheremetew. Argunow studierte Architektur bei dem St. Petersburger Barock-Architekten Sawwa Tschewakinski. Er baute das St. Petersburger Scheremetew-Palais an der Fontanka und auf dem Scheremetew-Landsitz Kuskowo verschiedene pittoreske Gebäude, so den Küchenflügel, den Grotto-Pavillon und die Orangerie.